# 陳善莊
陳善莊（1954年—）為美國亞裔社團聯合總會主席、美國亞裔維權大聯盟總召集、美華總商會會長、美國香港總商會會長、美國中餐聯盟（紐約）會長、美國中餐聯盟總顧問、美國福州琅岐聯合總會創會會長。長年活躍於紐約社區公益事務。

## 生平
1954年出生於中國福建琅岐岛。1974年隨家移居到香港。
1985年轉往美國發展，1990年移居美國，榮任美國香港旅美華人總商會（現為美國香港總商會）榮譽會長及成立美國琅岐中學同學會（因發展更名為“美國琅岐中學校友會”，現為“美國福州琅岐聯合總會”）。1999年成立美華總商會。
2012年接任美國香港旅美華人總商會會長一職。2013年與僑界領袖共同成立布碌崙亞裔社團聯合總會（現名為美國亞裔社團聯合總會）。
2015年籌組美國亞裔維權大聯盟。

## 社會運動
2023年3月31日凌晨，於紐約曼哈頓中城的樂天紐約皇宮酒店（Lotte New York Palace）前參與統派抗議活動反對蔡英文訪美，並稱蔡英文為賣國賊。